# Para dummies

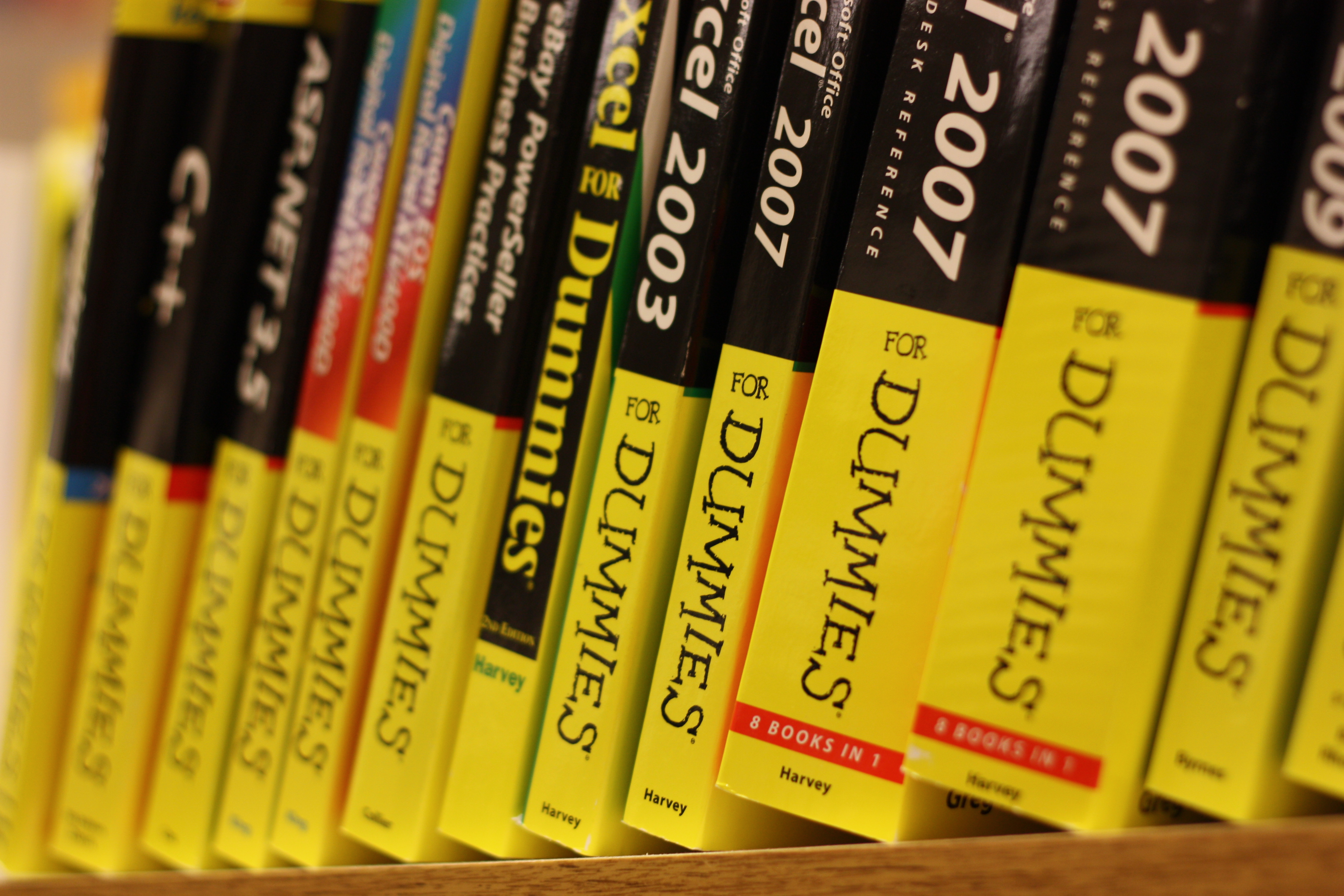
Lomos de los distintos libros de la serie "Para Dummies"

Para dummies es una serie de libros de aprendizaje que tienen como objetivo presentar guías sencillas para lectores nuevos en diversos temas. A pesar del título, el editor enfatiza que los libros no son literalmente para "tontos" (dummies:  "torpes" o "nulos"), sino para inexpertos o principiantes en una materia. A la fecha han sido publicados más de 1500 libros Para Dummies. La serie ha sido un éxito mundial con ediciones en numerosos idiomas.
Estos libros son un ejemplo de franquicia de medios. Normalmente tienen una cubierta amarilla y negra con una caricatura de cabeza triangular conocida como "Señor Dummy" (Dummies Man), y un logotipo informal con apariencia de estar escrito a mano por un niño. La prosa es simple y directa; algunos iconos sobresalientes, como un pedazo de cuerda atada a un dedo índice, son colocados en los márgenes para indicar fragmentos particularmente importantes, de manera que es fácil encontrar, incluso en la página, una cita que se esté buscando.
Casi todos los libros para Dummies están organizados en secciones llamadas "partes", que son grupos de capítulos relacionados entre sí. Casi todas las partes están precedidas por dibujos del caricaturista Rich Tennant relacionados con alguna parte del tema que se va a discutir. Algunas veces el mismo dibujo de Tenant vuelve a aparecer en otro libro Para Dummies con otra resolución.
Otra constante en los libros para Dummies son "Los Decálogos", una sección al final del libro en la que se publican listas de diez elementos. Normalmente son fuentes de referencia para continuar los estudios y a veces se incluyen divertidos datos informativos que no encajan en otra parte del texto.

## Historia
La serie Para Dummies comenzó en 1991 con el texto de informática DOS for Dummies, escrito por Dan Gookin y publicado por IDG Books. El concepto nació con Michael "Mac" McCarthy, quien tuvo la idea durante una discusión con su tío, quien le sugirió que escribiera un libro con suficiente información para principiantes (irónicamente identificados como dummies, tontos). El libro se volvió popular debido a la escasez de materiales para principiantes sobre DOS. Aunque, inicialmente, la serie se enfocaba en software y tecnología, se ha ramificado a temas de interés general. La serie es ahora publicada en idioma inglés por la editorial John Wiley & Sons, empresa que adquirió a principios del año 2001 a la editorial Hungry Minds (nombre que adoptó IDG Books desde el año 2000).
Desde 2010, el Grupo Planeta publica la colección "Para Dummies" en español en España y América Latina.